# Prioziórnoye (Krasnodar)
Prioziórnoye (del ruso: Приозерное) es un selo del raión de Gulkévichi del krai de Krasnodar, en el sur de Rusia. Está situado en la orilla izquierda del río Kubán, 5 km al norte de Gulkévichi y 141 km al este de Krasnodar, la capital del krai. Tenía 13 habitantes en 2010
Pertenece al municipio Guiréiskoye.